# مكتبة الجامعة اللبنانية
مكتبة الجامعة اللبنانية، وهي مجموع مكتبات الكليات والفروع التابعة للجامعة اللبنانية.

## التأسيس والنشأة
ترجع نشأة مكتبات الجامعة اللبنانية إلى عام 1951، وتضم الجامعة اللبنانية اليوم 62 مكتبة موزعة على مختلف الفروع والكليات على امتداد الأراضي اللبنانية.

## الأقسام والمحتويات
تعتمد الجامعة اللبنانية في تنظيم ومكننة مكتباتها على البرناج العالمي «الأفق». وتضم هذه المكتبات مجموعة كبيرة من الكتب والدوريات والوسائط المتعددة، والأطروحات والخرائط التي تصل لحوالي 700,000، كما أن مكتبات الجامعة اللبنانية متصلة ب 40 قاعدة بيانات عالمية.

## وصلات خارجية
الموقع الرسمي